# Goldfinger (chanson)
Pour les articles homonymes, voir Goldfinger (homonymie).
Singles de Shirley Bassey
Gone No Regrets
Chansons de James Bond
From Russia with Love
(1963) Thunderball
(1965)
Goldfinger est une chanson britannique de Shirley Bassey, extraite de la bande originale du film du même nom (3e film de la saga James Bond).
La chanson est respectivement classée no 1 aux hit-parades japonais, no 2 au Hot Adult Contemporary Tracks du Billboard mais seulement 21e au UK Singles Chart en 1964. Elle est certifiée disque d'or aux États-Unis en 1965.
En 2004, elle a été classée 53e au classement AFI's 100 Years... 100 Songs des 100 plus grandes chansons du cinéma américain. En 2008, elle a reçu le Grammy Hall of Fame Award.
Deux autres versions existent, l'une d'Anthony Newley, l'autre en français de John William.
En 2013, une reprise de Sharon Jones apparaît dans le film Le Loup de Wall Street (The Wolf of Wall Street) de Martin Scorsese.